# درگیری گرجستان و اوستیا
درگیری گرجستان و اوستیا، درگیری قومی-سیاسی بر سر اوستیای جنوبی است که در سال ۱۹۸۹ به اوج رسید و به جنگ تبدیل شد. با وجود آتش‌بس اعلام شده و تلاش‌های متعدد صلح، درگیری، حل نشده باقی ماند. در اوت ۲۰۰۸، تنش‌ها و درگیری‌های نظامی بین گرجستان و جدایی‌خواهان اوستیای جنوبی، به جنگ روسیه و گرجستان تبدیل شد. از آن زمان، اوستیای جنوبی، تحت کنترل دفاکتوی روسیه است.

## پیش‌زمینه
اهالی اوستیا، یک اقلیت قومی مجزا از گرجی‌ها هستند که در کنار رودخانه دون زندگی می‌کنند. اوست‌ها یا آسی‌ها در زبان خود، قوم خود را ایرنی می‌نامند. نیای آن‌ها آلان‌ها بودند و زبان آسی نیز از زبان‌های ایرانی شاخه خاوری است. آسی‌ها پس از حمله نیروهای مغولی در سدهٔ سیزدهم میلادی، از دیگر سرزمین‌های قفقاز رانده شده و به اوستیای کنونی آمدند بخشی از آنها در اوستیای شمالی و گروهی دیگری در اوستیای جنوبی مستقر شدند. اوستیای جنوبی در بیشتر کشورهای جهان به عنوان قسمتی از گرجستان شناخته می‌شود. اوستیای جنوبی حدود ۷۰ هزار نفر جمعیت دارد که از این تعداد حدود ۱۴ هزارنفر از آن‌ها را اقلیت گرجی‌تبار تشکیل می‌دهند. وسعت اوستیای جنوبی حدود ۱٫۵ برابر کشور لوگزامبورگ است. در سال‌های ۱۹۹۲–۱۹۹۱ درگیری‌هایی در اوستیای جنوبی برای استقلال از گرجستان رخ داد که منجر به مرگ دو هزار تن شد. علت این درگیری‌ها تلاش مردم اوستیای جنوبی برای اتحاد با منطقه خویشاوند خود، (اوستیای شمالی) بود.
در سال ۱۹۹۲ میلادی و پس از رسیدن به یک توافقنامه صلح، هر کدام از کشورهای روسیه و گرجستان ۵۰۰ نیرو را برای تأمین صلح به اوستیای جنوبی اعزام کردند. سپس گرجستان نیروهای حافظ صلح روسیه را متهم به جانبداری از جدایی‌طلبان اوستیای جنوبی کرد. دولت روسیه این اتهام را رد کرد. پس از برقراری صلح، بار دیگر درگیری‌های پراکنده‌ای بین نیروهای گرجستان و جدایی‌طلبان آغاز شد. میخائیل ساکاشویلی به مردم اوستیای جنوبی وعده اختیارات خاص به این منطقه را در قالب یک دولت فدرال داد، ولی جدایی‌طلبان خواستار استقلال کامل این منطقه از گرجستان شدند. برخی از منابع خبری اعلام کردند بیش از نیمی از جمعیت اوستیای جنوبی، گذرنامه روسی دارند دمیتری مدودف این رقم را در حدود ۹۰ درصد از ساکنان اوستیا دانست و آمادگی روسیه را برای حمایت از شهروندان خود اعلام کرد.

## جنگ روسیه و گرجستان
سرانجام در ماه اوت سال ۲۰۰۸ میلادی، و به دنبال شکست ارتش گرجستان در جنگ با روسیه، پارلمان روسیه در ۲۵ اوت ۲۰۰۸ میلادی استقلال جمهوری اوستیای جنوبی را به رسمیت شناخت. این عمل پارلمان روسیه مورد انتقاد شدید کشورهای غربی قرار گرفت.
به دنبال مصوبه پارلمان روسیه مبنی بر به رسمیت شناختن استقلال اوستیای جنوبی، میخائیل ساکاشویلی، رئیس‌جمهور وقت گرجستان، اقدامات روسیه را چالشی برای جامعه جهانی خواند. ساکاشویلی همچنین تسلط روسیه بر سرزمین اوستیای جنوبی را با اشغال اروپا توسط آلمان نازی مقایسه کرد.